# Полярон (виробниче об'єднання)
Виробниче об'єднання «Полярон» — колишня група підприємств по виробництву електронних компонентів для радіолокації і зв'язку, одне з найбільших у структурі ВПК СРСР. Виробниче об'єднання «Полярон» — найбільший виробник електронних виробів в Західній Україні.

## Заснування заводу і формування напрямку діяльності

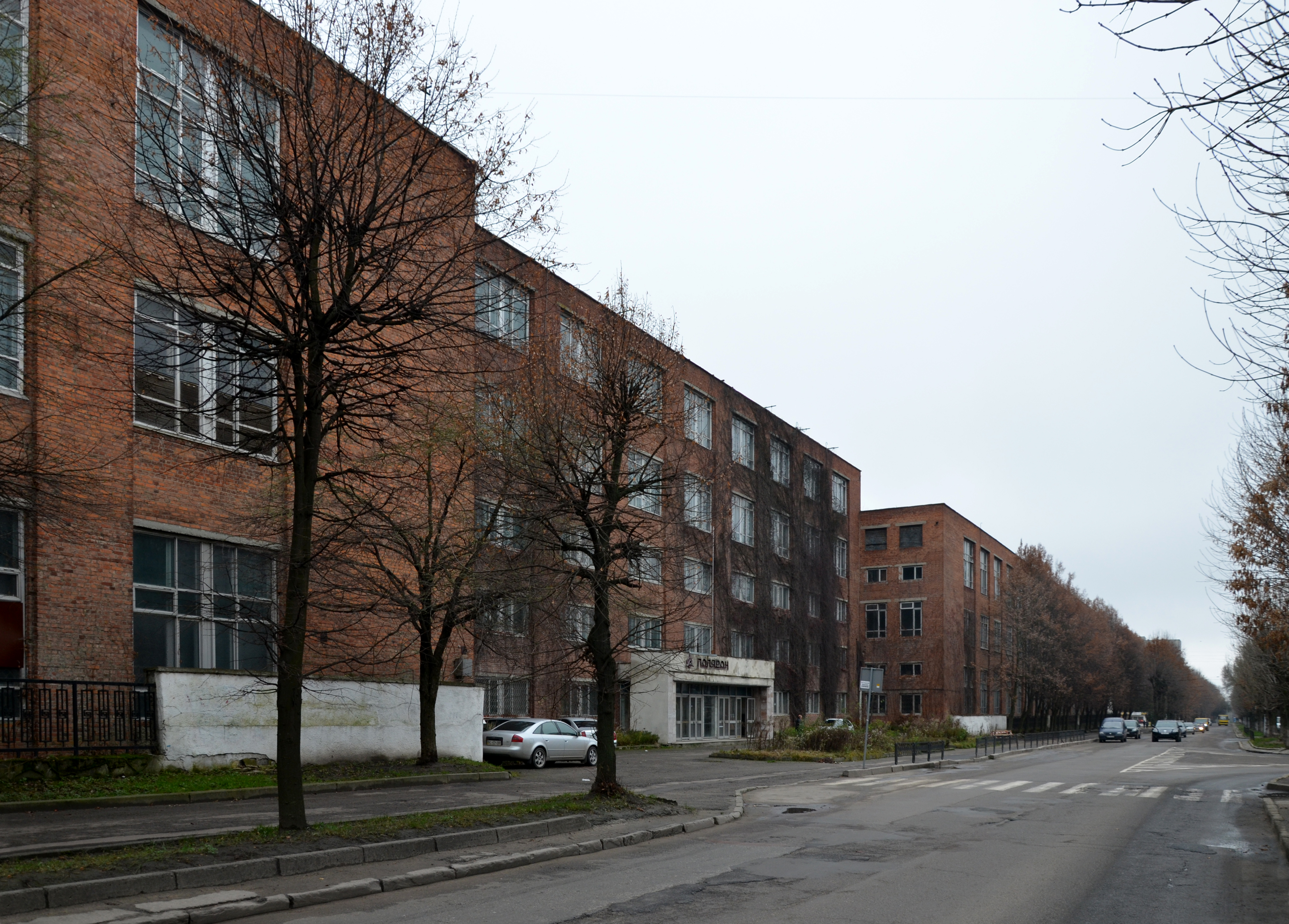
Корпус на вулиці Угорській, 14

Завод «Полярон» заснований у 1959 році у Львові на базі велосипедного заводу як поштову скриньку № 24 з випуску електровакуумних приладів, вакуумних конденсаторів і водневих тиратронів для потреб військово-промислового комплексу. Новостворене підприємство освоїло виробництво генераторних ламп для радіолокаторів. 1968 році поштову скриньку № 24 було перейменовано на завод електровакуумних приладів. Під керівництвом директора Лева Зеланда, в 1968 році підприємство освоїло виробництво технічної новинки — газового лазера ЛГ-36А, що працював в системі «Кратер». Впровадженням виробництва лазерів під керівництвом Абрамовича С. М. займались в ОКБ заводу. Гелій-неоновий лазер типу ЛГ-36а застосовувався в медицині.
В 1970 році впроваджується у виробництво лазер ЛГ-38. Відтоді збільшується кількість і види впроваджених до виробництва лазерів, а тематика ОКБ формується в напрямку лазерів і лазерних пристроїв. Роботи по дослідженню методів захисту шахтарів від вибухів привели до створення лазерів з трьозеркальним резонатором для виявлення витоку метану і розробці на ОКБ заводу автомобільного варіанту для контролю метану в атмосфері.

## Співпраця з науковими інститутами
Головний технолог підприємства Абрамович С. М. співпрацював з новоствореною кафедрою «Електронні прилади» Львівського політехнічного інституту. Також при кафедрі велися розробки нових типів газових лазерів і вивчення можливостей їх прикладного застосування у військовій справі (система «Глісада» «сліпої» посадки літаків при обмеженій видимості, електронно-оптичні лазерні тири для тренувань в стрільбі з пістолета та автомата), вивчалась можливість розробки на основі смеклів лазерних, комп'ютерно-керованих, проєкційних систем для телебачення, шоу-бізнесу. Ці роботи проводились спільно з СКБ ВО «Полярон» під керівництвом кандидата технічних наук Остапченка Є. П., головного інженера СКБ ВО «Полярон», а пізніше доцента кафедри та за участі провідного інженера СКБ Сайчука Я. Д. — випускника кафедри.

## Виробництво компонентів для ВПК
У 1977 році завод стає виробничим об'єднанням, до складу якого входять:
- завод «Полярон» (Львів, вул. Угорська, 14)
- завод «Меридіан» (Львівська область, м. Хирів)
- завод «Екватор» (Львівська область, м. Старий Самбір)

До видів продукції виробничого об'єднання входили вакуумні перемикачі, потужні генераторні лампи (для телецентрів, радіолокаційних станцій, військової техніки), мікросхеми, електронні компоненти для ракет, кораблів, підводних човнів, літаків (зокрема системи посадки в темряві).

## Конверсія і приватизація
Внаслідок конверсії, що ропочалася у другій половині 1980-х років, підприємтво розпочало випуск вакуумних вимикачів для комутації електрокіл, що мали кращі характеристики за традиційні масляні.
На підприємстві виконували розведення на комплексі «Кулон» друкованих плат для комп'ютерів, зокрема 1986 року здійснено розведення друкованої плати для вітчизняного клона ZX Spectrum — комп'ютера «Львів».
У 1993 році завод змінює власника — військові передають підприємство у державну власність Фонду державного майна України.
У 1993 році вперше в Україні розпочато випуск вакуумної комутаційної техніки (вакуумні контактори для вугільних шахт) на замовлення Мінвуглепрому України. Вироби поставляли також на Одеський та Дрогобицький нафтопереробні заводи.

## ДП НВК «Полярон»
Адаптуючись до ринкової економіки, було виокремлено чотири виробництва:
- «Інстмаш» — розробка і виготовлення нестандартного обладнання.
- «Злет» — виробництво гелій-неонових та іонних лазерів потужністю від 1,5 мВт до 4 Вт з довжиною хвилі від 0,325 до 0,63 мкм.
- «Левконт» — виробництво низьковольтних вакуумних дугогасильних камер і контакторів, імпульсних водневих тиратронів, манометричних датчиків тиску.
- «ЛЕВП» — виробництво потужних генераторних ламп, вакуумних вимикачів, вакуумних конденсаторів перемінних і постійних ємностей.

У 2004 році підприємство змінило назву на Державний науково-виробничий комплекс «Полярон».
У 2005 році відокремлено завод «Екватор», який у 2012 році реорґанізовано в ПАТ «Екватор».

## ПАТ «НВК „Полярон“»
У 2010 році підприємство реорґанізовано в публічне акціонерне товариство (ПАТ), 100 % акцій належить регіональному відділенню Фонду держмайна України у Львівській області.
З жовтня 2011 року підприємство проходить процедуру санації. У 2012 році Фонд державного майна України виставив 100 % акцій підприємства на приватизаційний аукціон, ціна пакету становила 25,67 млн. грн.
У 2014 році підприємство перебуває у стані банкрутства, працівники протестують проти ліквідації підприємства.
| | «Полярон» — монополіст по випуску вакуумної комутаційної техніки, ця техніка убезпечує життя шахтарів, працівників гірничо-видобувної промисловості, працівників хімічної промисловості. Продукція є високоякісною і матимиме завжди збут на сході України. Цією унікальною технологією в Україні ніхто не володіє і ми намагаємось зробити все, щоб зберегти колектив та передати досвід тим людям, що прийдуть після нас. |
| — Тетяна Дубик, заступник виконавчого директора з економічних питань заводу «Полярон», Журнал «Власний Бізнес», 12.06.2014 | |

## Керівництво заводу
- 1959—1986 — Зеланд Лев, генеральний директор.
- 1986—2006 — Чаус Олександр Михайлович, генеральний директор.
- 2011—2013 — Кобельник Олег Сергійович, керуючий санацією.
- 2013-липень 2014 — Сулов Роман Володимирович, керуючий санацією.
- З липня 2014 — Бойко Таміла Дмитрівна, керуюча санацією.